# Os Kulva

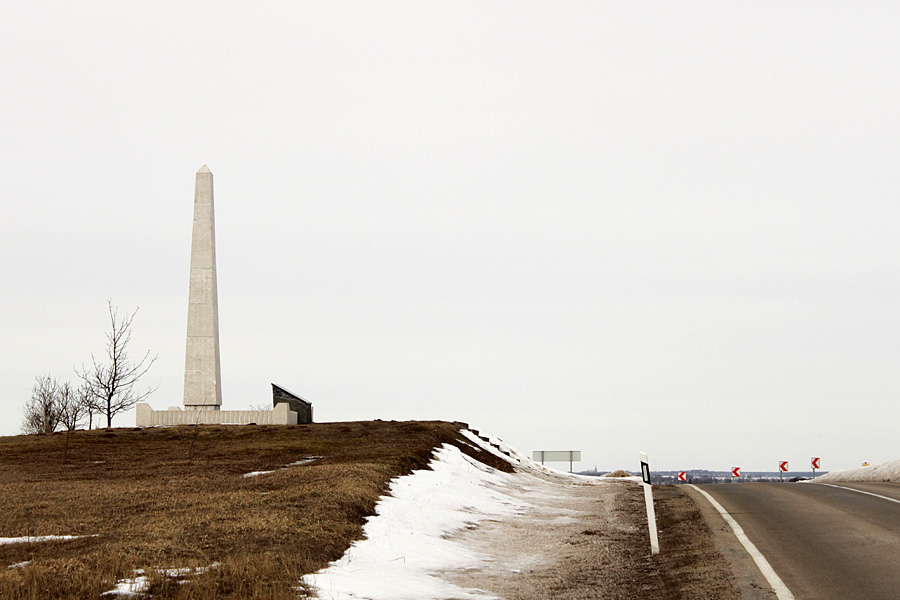
Os Kulva

Das Os Kulva (lit. Kulvos ozas) ist ein Os in Zentral-Litauen, eine schmale, langgestreckte, wallartige Aufschüttung von Schmelzwassersanden und -kiesen im Amtsbezirk Kulva der  Rajongemeinde Jonava im Bezirk Kaunas. Es liegt in der Region Mittellitauen, im geomorphologischen Schutzgebiet Kulva bei Kulva und Pabartoniai. Der höchste Punkt liegt 117 Meter über dem Meeresspiegel. Der Wall beginnt bei Jonava und erstreckt sich durch Šėta und Ramygala bis zur Rajongemeinde Panevėžys.